# Вулиця Тюльпанова (Львів)
Ву́лиця Тюльпанова — вулиця у Залізничному районі міста Львова, в місцевості Сигнівка. Сполучає вулиці Патона та Каховську. Прилучається вулиця Гіацинтова.

## Історія
Виділена в окрему вулицю у 1957 році та отримала назву Тюльпанова і відтоді назва вулиці не змінювалася.

## Забудова
Забудова вулиці Тюльпанової — двоповерхова барачна та двоповерховий конструктивізм 1950-х років.